# HMS Emperor of India (1913)
El HMS Emperor of India fue un acorazado británico de la clase Iron Duke perteneciente a la Royal Navy. Su nombre original, debía ser Delhi pero se decidió renombrarlo un mes antes de su botadura como George V, que era también Emperador de la India.

## Historial

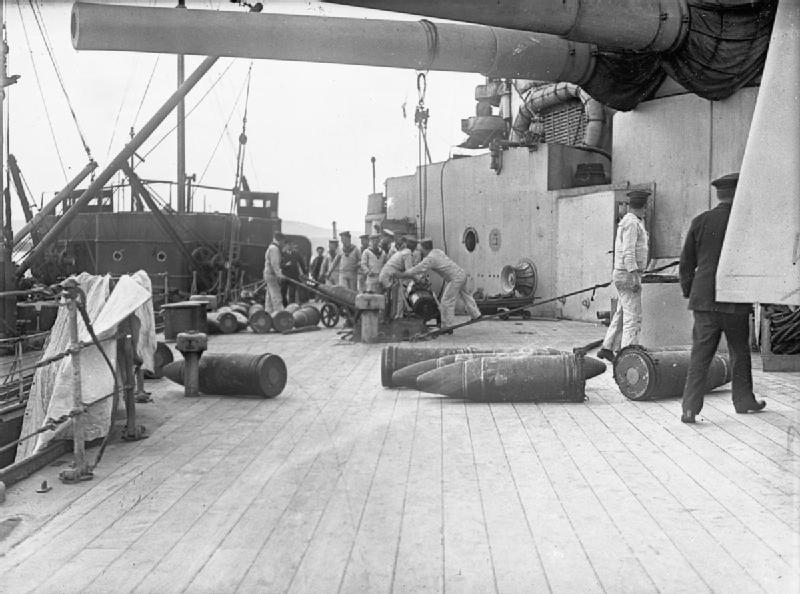
Cargando proyectiles para cañones de 13,5 pulgadas a bordo del acorazado británico HMS Emperor of India.

El Emperor of India fue puesto en las gradas de Barrow-in-Furness el 31 de mayo de 1912 por la empresa Vickers. Fue botado el 27 de noviembre de 1913 y dado de alta el 10 de noviembre de 1914.
Tras su alta, el Emperor of India se unió a la primera escuadra de combate de la Gran Flota , con base en Scapa Flow. El Emperor of India se unió posteriormente a la cuarta escuadra como buque insignia del almirante A. L. Duff. El rey Jorge V visitó el Emperor of India cuando inspeccionaba la flota en Scapa Flow en 1915.
Fue modernizado en Invergordon mientras se producía la Batalla de Jutlandia en 1916. En este combate naval, el Emperor of India fue reemplazado como buque insignia del almirante Duff por el HMS Superb. En 1917, el Emperor of India reemplazó a su gemelo, el HMS Marlborough como segundo insignia de la primera escuadra de combate.
El Emperor of India estuvo presente en la rendición de la Flota de Alta Mar alemana en noviembre de 1918. Sobrevivió al clima de recortes posterior a la Primera Guerra Mundial y fue asignado a la Flota del Mediterráneo en 1919. 
Fue dado de baja en 1929 y hundido como buque objetivo el 1 de septiembre de 1931. Fue reflotado al año siguiente y vendido para desguace el 6 de febrero de 1932.